# Great Wall Wine

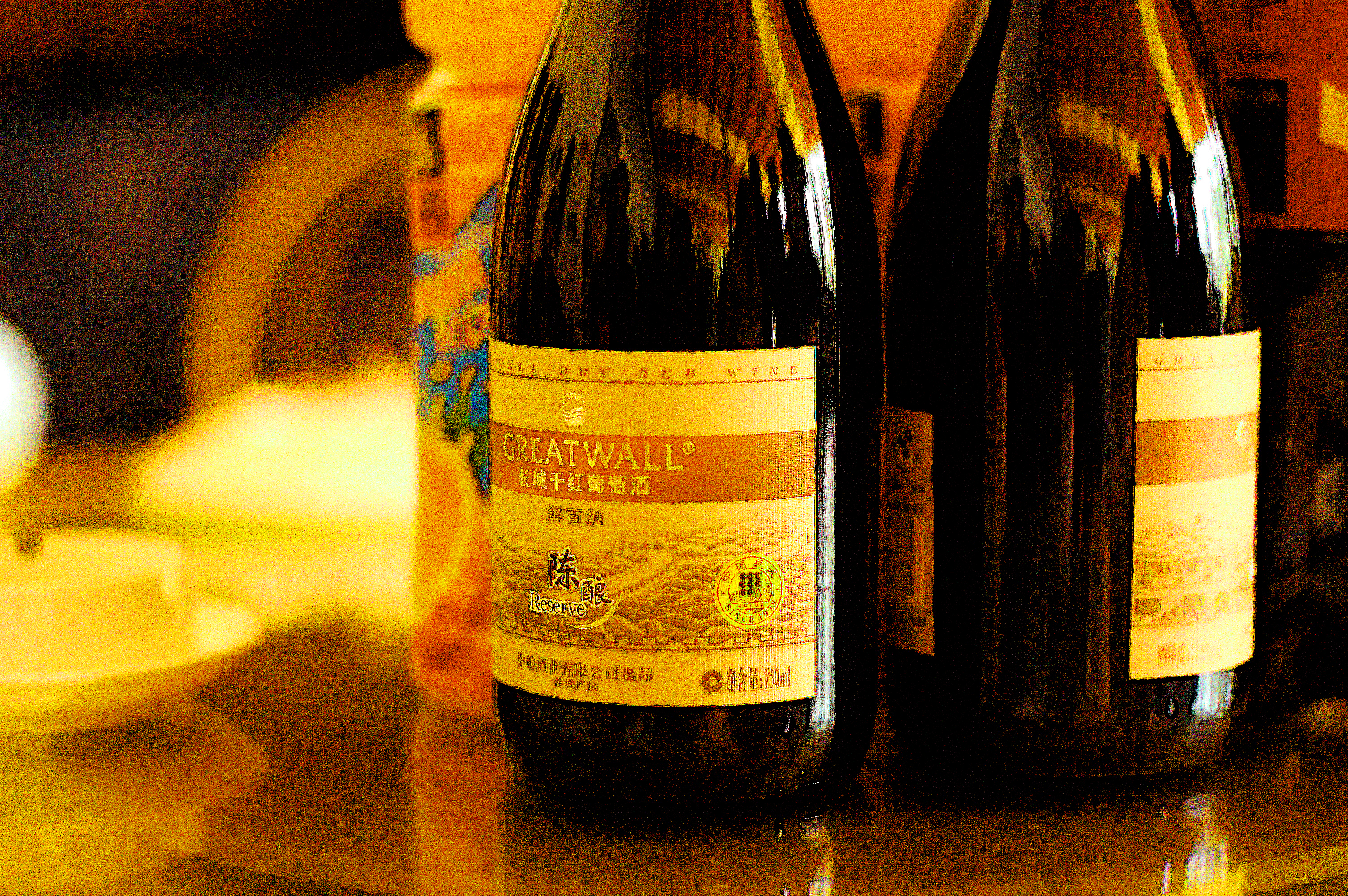
Пляшки Великої Стіни сухе червоне вино

Китай Great Wall Вино Лтд  китайський виробник вина, заснований в Shacheng місті, Хуайлай, Чжанцзякоу, Хебей провінції, Китай.
Great Wall, за обсягом виробництва, найбільше виноробне підприємство Китаю. У 2010 році воно виробило 50 000 тон вина. 

## Огляд
Great Wall, заснована в 1983 році і є дочірньою компанією державної групи COFCO .Головний офіс компанії розташований біля підніжжя Великої Китайської стіни, поруч із озером Гуантинг.
Компанія має 74,8 га виноградників (1125 мкм), які переважно розташовані у провінції Шаньдун.  Там вирощують більше десяти різних сортів винограду. Для зберігання вина загальною місткістю приблизно 30000 тон використовується 1375 двадцятитонних ємностей.
Сучасне виноробне обладнання, яке використовує компанія Great Wall, імпортується з Франції, Німеччини та Італії.  Компанія є найбільшим виробником вина в Китаї. Вона виробляє сухі, міцні вина, солодкі вина, дистильовані та ігристі вина. У 2010 році Great Wall виробила 50 000 тон вина.
Компанія продає свою продукцію  на внутрішньому ринку, в 29 провінціях, у США, Франції, Німеччині, Великій Британії та ще в 20 країнах або регіонах. 